# TCPO
El TCPO, o bis(2,4,6-triclorofenil)oxalato, es un producto químico utilizado en algunos tipos de palos luminosos.

## Usos
Cuando es combinado con un tinte fluorescente como 9,10-bis(feniletinil)antraceno, un solvente (como dietilftalato), y una base débil (normalmente acetato de sodio o salicilamida), y peróxido de hidrógeno, la mezcla empezará una reacción quimioluminiscente brillando con un color verde fluorescente.
El rojo/naranja, amarillo/verde y azul pueden ser hechos reemplazando el 9,10-bis(feniletinil)antraceno con rodamina B, rubreno y 9,10-difenilantraceno respectivamente.
Estos tintes fluorescentes absorben mucha de la energía producida durante la descomposición del éster de oxalato, y convertir esta energía a energía lumínica que es observado como el brillo característico en productos como palos luminosos.

## Preparación
El TCPO puede ser preparado con una solución de 2,4,6-triclorofenol en una solución de tolueno seco por reacción con cloruro de oxalilo en la presencia de una base como trietilamina.  Este método produce TCPO crudo con un subproducto de clorhidrato de trietilamina. El clorhidrato de trietilamina puede ser disuelto en agua, metanol o etanol, así que el producto es más puro. Después de lavarlo puede ser recristalizado con acetato de etilo.